# Agretes
Agretes (grec antic: Ἀγροίτας, llatí: Agroetas) fou un historiador grec.
Va escriure una obra sobre l'Escítia (Σκυθικά), coneguda per un escoli a Apol·loni de Rodes que en cita el llibre tretzè. També va escriure una obra sobre Líbia (Λιβυκά), conegut gràcies al mateix escoliasta. També l'esmenta Esteve de Bizanci (s. v. Ἄμπελος).